# Семаси
Сѐмаси (на гръцки: Κρεμαστό, Кремасто, катаревуса: Κρεμαστόν, Кремастон, до 1928 година Σέμασι, Семаси) е село в Егейска Македония, Гърция, дем Хрупища, област Западна Македония.

## География
Селото се намира на 3 km западно от демовия център Хрупища (Аргос Орестико), на десния бряг на река Бистрица. Над селото е разположена скалната църква „Свети Николай“. Селската църква носи името „Свети Атанасий“.

## История

### В Османската империя
В края на XIX век Семаси е малко българско село в Костурската каза на Османската империя. Според статистиката на Васил Кънчов („Македония. Етнография и статистика“) в 1900 година Семаси има 50 жители българи.
На Етнографската карта на Битолския вилает на Картографския институт в София от 1901 година Семаси е чисто българско село в Костурската каза на Корчанския санджак с 10 къщи.
В началото на XX век цялото население на Семаси е под върховенството на Цариградската патриаршия. По данни на секретаря на Българската екзархия Димитър Мишев („La Macédoine et sa Population Chrétienne“) в 1905 година в Семаси има 80 българи патриаршисти гъркомани.
Според Георгиос Панайотидис, учител в Цотилската гимназия, Семаси (Σέμασι) в 1910 година е чифлик с 8 „българоговорещи гръцки семейства“.
Според Георги Константинов Бистрицки Чифлик Семаси преди Балканската война има 6 български къщи.
На етническата карта на Костурското братство в София от 1940 година, към 1912 година Семаси е обозначено като българско селище.

### В Гърция
През войната селото е окупирано от гръцки части и остава в Гърция след Междусъюзническата война. След 1919 година 1 човек от Семаси емигрира в България по официален път. Боривое Милоевич пише в 1921 година („Южна Македония“), че Семаси има 5 къщи славяни християни и 1 къща арнаути мохамедани. В 1928 година селото е прекръстено на Кремастон.
Селото произвежда предимно градинарски култури и жито, като частично се занимава и със скотовъдство.
Селото не пострадва в Гражданската война (1946 - 1949).
| Година    | 1913 | 1920 | 1928 | 1940 | 1951 | 1961 | 1971 | 1981 | 1991 | 2001 | 2011 | 2021 |
| --------- | ---- | ---- | ---- | ---- | ---- | ---- | ---- | ---- | ---- | ---- | ---- | ---- |
| Население | 54   | 49   | 46   | 77   | 65   | 58   | 31   | 25   | 10   | 2    | 9    | 3    |